# Morley, Derbyshire
Morley är en ort och civil parish i Storbritannien.   Den ligger i distriktet Erewash i grevskapet Derbyshire i England, i den södra delen av landet, 180 km nordväst om huvudstaden London. Morley ligger 136 meter över havet och antalet invånare är 840.
Terrängen runt Morley är huvudsakligen platt. Morley ligger uppe på en höjd. Runt Morley är det mycket tätbefolkat, med 1 018 invånare per kvadratkilometer. Närmaste större samhälle är Nottingham, 17,6 km öster om Morley. Omgivningarna runt Morley är en mosaik av jordbruksmark och naturlig växtlighet.